# Kronstadt
Kronstadt a történelmi német neve a romániai Brassó városának is.
Kronstadt (oroszul Кронштадт), a német Kron, azaz „korona” és stadt, azaz „város” szavakból) oroszországi kikötőváros Szentpétervártól 30 kilométerre nyugatra, a Finn- és a Kronstadti-öblöt elválasztó Kotlin-szigeten. Közigazgatásilag Szentpétervárhoz tartozik, annak Kronstadti közigazgatási kerületét, egyúttal Kronstadt város nevű önkormányzati körzetét alkotja.
Lakossága 43 005 fő volt a 2010. évi népszámláláskor.
Kronstadt hagyományosan az orosz admiralitás (haditengerészeti főparancsnokság) székhelye és a Balti Flotta Szentpétervár bejáratát őrző bázisa.
1921 márciusában itt zajlott a kronstadti felkelés. A történelmi városközpont és az erődítmények az UNESCO világörökség részét képezik.
A Szovjetunió fennállása idején Kronstadt zárt város volt. 

## Története

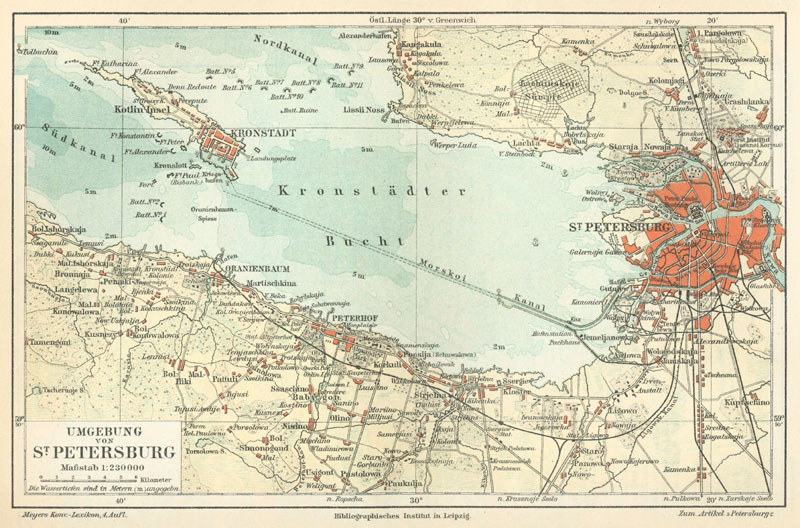
A Kronstadti-öböl 1888-as térképe

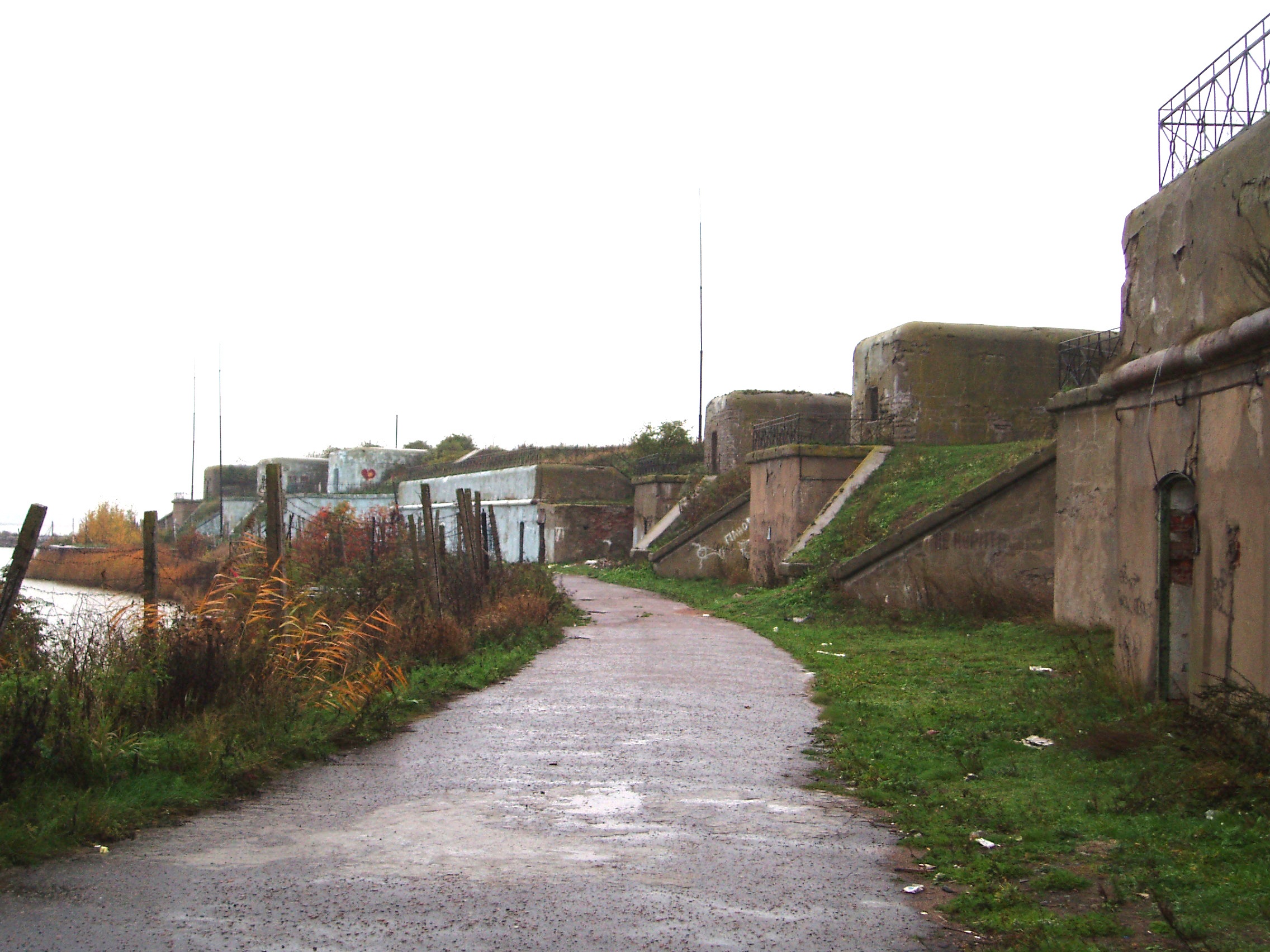
Az északi védművek egy szakasza.

Kronstadtot I. Péter cár alapította, miután 1703-ban elfoglalta a Kotlin-szigetet Svédországtól. Az első erődítményeket 1704. május 18-án kezdték építeni.
A Kronstadti-erődöt rendkívül gyorsan építették fel. A Finn-öböl nem mély és télen teljesen befagy. Az építkezéshez tölgyfatörzsek ezreit használták fel és köveket. Mindezt az öböl jegén szállították keresztül és a jégbe vágott lékeken keresztül építették be. Az öblön így számos kis szigetet képeztek, melyeken erődöket emeltek, lezárva Szentpétervár bejáratát a nyílt tenger felől. Csak két keskeny hajózható csatorna maradt szabadon, ezeket a legerősebb erődítmények őrizték.
A 19. században a védműveket még jobban megerősítették.

### A kronstadti felkelés
1921. március elején a kronstadti matrózok fellázadtak a bolsevikok ellen. Az esemény igen nagy csapás volt a rendszerre, hiszen az itteni matrózok a kommunizmus hívei voltak, és igen nagy szerepük volt az 1917-es bolsevik hatalomátvételben. A lázadás fő támogatói a Petropavlovszk, a Szevasztopol és a Reszpublika sorhajók legénysége volt. A matrózok az igazi szocializmust akarták megvalósítani, és a bolsevikok hatalmát megdönteni.
A helyzet megoldására az oroszországi polgárháború egyik vörös parancsnokát, Mihail Tuhacsevszkijt jelölték ki. Március 7-én elkezdték ágyúzni a kronstadti erődöt, és mintegy 50 000 katona sorakozott fel a kb. 3000 matróz ellen. A március 8-án megindított első roham kudarcba fulladt, és mintegy 1000 bolsevik katona a felkelők oldalára állt. A következő támadásra március 17-ének éjszakáján került sor, amikor a vörös csapatok a befagyott jégen átkelve kerültek az erőd és a felkelők közelébe. Ezzel együtt mérges gázt is bevetettek, és másnap délre a felkelést teljesen felszámolták. A túlélők egy része Finnországba menekült, más részüket sarkkörön túli fogolytáborba zárták.

## Látnivalók
Kronstadt egyik fő látványossága a Szent Miklós katedrális, amit 2013-ban szentelt fel közösen I. Kirill moszkvai pátriárka és III. Teofil jeruzsálemi pátriárka. A templom különlegessége, hogy a mecsetté alakított isztambuli Hagia Szophia stílusában épült.

## Híres kronstadtiak
- Nyikolaj Sztyepanovics Gumiljov költő